# فرانک هامرشلاگ
فرانک هامرشلاگ (انگلیسی: Frank Hammerschlag؛ زادهٔ ۲۸ سپتامبر ۱۹۶۰) بازیکن فوتبال اهل آلمان است.
از باشگاه‌هایی که در آن بازی کرده‌است می‌توان به باشگاه فوتبال اس‌سی فورتونا کلن و باشگاه فوتبال دویسبورگ اشاره کرد.